# Mohamed Shawky
Mohamed Shawky Ali Sallam (arab. محمد شوقي, ur. 5 października 1981 w Port Saidzie) – piłkarz egipski grający na pozycji defensywnego pomocnika.

## Kariera klubowa
Shawky urodził się w Port Saidzie. Piłkarską karierę rozpoczął w tamtejszym klubie El-Masry. W sezonie 1999/2000 zadebiutował w jego barwach w pierwszej lidze. Od sezonu 2000/2001 grał w wyjściowej jedenastce i występował w tym klubie do 2003 roku. Wtedy też przeniósł się do jednego z najbardziej utytułowanych klubów w kraju, Al-Ahly. Swój pierwszy sukces osiągnął w 2005 roku, kiedy to wywalczył swoje pierwsze w karierze mistrzostwo Egiptu. Następnie wygrał Afrykańską Ligę Mistrzów (0:0 i 3:0 z tunezyjskim Étoile Sportive du Sahel) oraz zdobył Superpuchar Egiptu. W 2006 roku nadeszły kolejne sukcesy - drugie mistrzostwo kraju, drugi krajowy superpuchar, drugi Puchar Mistrzów (1:0 i 1:1 z CS Sfaxien), a także pierwszy Superpuchar Afryki i pierwszy Puchar Egiptu. W 2007 roku do tych osiągnięć dołożył mistrzostwo, puchar i superpuchar oraz superpuchar kontynentu.
31 sierpnia 2007 Shawky zmienił barwy klubowe i podpisał trzyletni kontrakt z angielskim Middlesbrough F.C. Kosztował 650 tysięcy funtów i stał się drugim obok Mido Egipcjaninem w "Boro". W nowej drużynie zadebiutował 26 września w 3. rundzie Pucharu Anglii, w przegranym 0:2 spotkaniu z Tottenhamem. Natomiast w Premier League zadebiutował dopiero 29 grudnia w meczu z Portsmouth (1:0).
W styczniu 2010 roku Shawky trafił do Kayserisporu. Grał tam pół roku i już latem 2010 wrócił do Egiptu, do zespołu Al-Ahly, z którym w sezonie 2010/2011 został mistrzem Egiptu. Następnie grał w irackim Al-Naft SC, Smouha SC i malezyjski Kelantan FA. W 2014 trafił do El Mokawloon SC.
| Sezon   | Klub               | Kraj    | Rozgrywki           | Mecze | Bramki |
| ------- | ------------------ | ------- | ------------------- | ----- | ------ |
| 1999/00 | El-Masry           | Egipt   | 1. liga             | ?     | ?      |
| 2000/01 | El-Masry           | Egipt   | 1. liga             | ?     | ?      |
| 2001/02 | El-Masry           | Egipt   | 1. liga             | ?     | ?      |
| 2002/03 | El-Masry           | Egipt   | 1. liga             | ?     | ?      |
| 2003/04 | Al-Ahly Kair       | Egipt   | 1. liga             | ?     | ?      |
| 2004/05 | Al-Ahly Kair       | Egipt   | 1. liga             | 19    | 3      |
| 2005/06 | Al-Ahly Kair       | Egipt   | 1. liga             | 26    | 1      |
| 2006/07 | Al-Ahly Kair       | Egipt   | 1. liga             | 27    | 3      |
| 2007/08 | Middlesbrough F.C. | Anglia  | Premier League      | 5     | 0      |
| 2008/09 | Middlesbrough F.C. | Anglia  | Premier League      | 13    | 0      |
| 2009/10 | Middlesbrough F.C. | Anglia  | League Championship | 0     | 0      |
| 2009/10 | Kayserispor        | Turcja  | Süper Lig           | 11    | 0      |
| 2010/11 | Al-Ahly Kair       | Egipt   | 1. liga             | 10    | 1      |
| 2011/12 | Al-Ahly Kair       | Egipt   | 1. liga             | 8     | 0      |
| 2012/13 | Al-Ahly Kair       | Irak    | 1. liga             | 14    | 8      |
| 2012/13 | Smouha SC          | Egipt   | 1. liga             | 1     | 0      |
| 2014    | Kelantan FA        | Malezja | Super League        | 16    | 8      |
| 2014/15 | El Mokawloon SC    | Egipt   | 1. liga             | 8     | 0      |
| 2015/16 | El Mokawloon SC    | Egipt   | 1. liga             | 6     | 0      |

## Kariera reprezentacyjna
W 2001 roku Shawky wystąpił na Mistrzostwach Świata U-21 w Argentynie. Z młodzieżową kadrą Egiptu zajął wówczas 3. miejsce i przywiózł brązowy medal. W kadrze narodowej zadebiutował w 2003 roku, a w 2006 roku został powołany przez Hassana Shehatę do kadry na Puchar Narodów Afryki 2006. Tam był podstawowym zawodnikiem Egiptu i wystąpił we wszystkich meczach w pełnym wymiarze czasowym, w tym także w wygranym po serii rzutów karnych finale z Wybrzeżem Kości Słoniowej. Dzięki temu zwycięstwu Egipt po 8 latach ponownie został mistrzem kontynentu.